# Herbert Baker

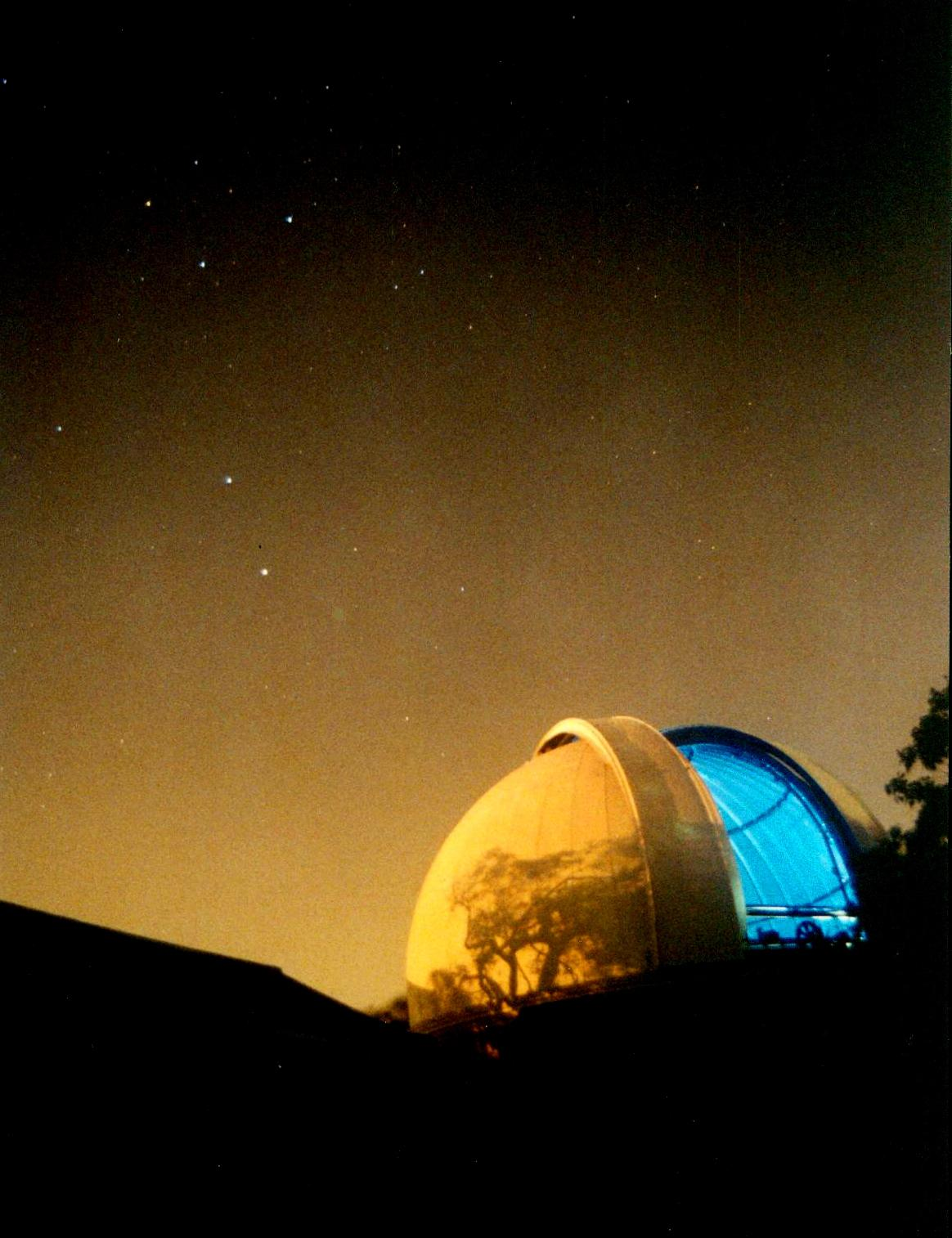
McClean astronomiska observatorium i Kapstaden.

Herbert Baker, född 9 juni 1862 i Cobham nära Gravesend i Kent, död 4 februari 1946 i Cobham, var en brittisk arkitekt. 
Herbert Baker ritade byggnader uppförda i ett dussintal länder, varav många i Sydafrika. Han samarbetade med Edwin Lutyens vid utformningen av bland annat parlamentsbyggnaden Sansad Bhavan i New Delhi, Indien.